# Хју Дејвид Полицер
Хју Дејвид Полицер (енгл. Hugh David Politzer; Њујорк, 31. август 1949) је амерички физичар, који је 2004. године, заједно са Дејвидом Гросом и Френком Вилчеком, добио Нобелову награду за физику „за откриће асимптотске слободе у теорији јаких интеракција”.